# Eopsaltria griseogularis
La petroica pechigrís (Eopsaltria griseogularis) es una especie de ave de la familia de la petroica de Australasia, Petroicidae, originaria de Australia. Descrito por John Gould en 1838, la pechoica petigris y sus parientes australianos no están estrechamente relacionados con los petirrojos europeos o estadounidenses, pero parecen ser una rama primitiva del grupo de pájaros cantores Passerida. Mide entre 13,5 y 15,5 cm (5 1⁄4 y 6 pulgadas) de largo, tiene las partes superiores grises y el pecho y la cabeza del mismo color, interrumpidos por vetas blanquecinas cerca del pico y debajo del ojo, con un llamativo vientre amarillo. Los sexos son similares en apariencia. Se reconocen dos subespecies: subespecie griseogularis, que tiene una rabadilla amarilla, y subespecie rosinae, con su respectiva rabadilla color oliva.
La especie habita en selvas, bosques y matorrales abiertos de eucaliptos, generalmente favoreciendo hábitats con un sotobosque importante. Su área de distribución comprende el suroeste de Australia Occidental y la costa sur del estado, así como la península de Eyre en Australia Meridional. Se reproduce en un nido en forma de copa en un árbol. Predominantemente insectívoro, la petroica pechigrís se abalanza sobre la presa desde una rama baja o busca alimento en el suelo. Aunque está clasificado como de menor preocupación en la Lista Roja de Especies Amenazadas de la Unión Internacional para la Conservación de la Naturaleza (UICN), ha disminuido en partes de su rango.

## Taxonomía
El ornitólogo inglés John Gould describió a la petroica pechigrís como Eopsaltria griseogularis en 1838, en referencia a un espécimen recolectado en la colonia del río Swan. El naturalista inglés William Swainson introdujo el género Eopsaltria  seis años antes de lo que ahora es la petroica amarilla (Eopsaltria australis).  El nombre específico se deriva de las palabras latinas medievales griseus, que significa 'gris', y gula que significa 'garganta'. Gould informó que era común tanto en la nueva colonia en la llanura costera de Swan como en cualquier sitio con arbustos parecidos a matorrales. Se incluyó en la primera colección de fauna local reunida para la Sociedad Zoológica de Londres fundada en la década de 1830.
En 1979 el ornitólogo Julian Ford propuso el tratamiento de la petroica pechigrís y amarilla como una sola especie debido a las similitudes en el canto, la ecología y el comportamiento, la reproducción de los cantos de una especie en el territorio de la otra provocó una respuesta. El taxónomo de aves Richard Schodde no consideró que este hallazgo justificara el agrupamiento de las dos especies y concluyó en 1999 que formaban una superespecie. Los análisis del ADN mitocondrial y nuclear de las petroicas australasianas en 2009 y 2011 revelaron que la divergencia entre la petroica pechigrís y la amarilla era consistente con la separación a nivel de especie, lo que confirma su estatus como especies distintas.

El ornitólogo aficionado Gregory Mathews describió una segunda subespecie, Eopsaltria griseogularis rosinae, en 1912, llamada así por Ethel Rosina White, esposa del ornitólogo, Samuel Albert White. Schodde observó que la delimitación entre subespecies no es así; corresponde con un cambio de hábitat y, por tanto, era válido.
Petroica pechigrís es el nombre oficial dado a esta especie por la Unión Internacional de Ornitólogos (COI). Como todos los petirrojos de Australasia, no está estrechamente relacionado ni con el petirrojo europeo (Erithacus rubecula) ni con el petirrojo americano (Turdus migratorius), sino que pertenece a la familia Petroicidae del petirrojo de Australasia. La familia está más estrechamente relacionada con las familias Eupetidae (charlatán), Chaetopidae (saltador de rocas) y Picathartidae (ave de roca), todas ellas formando un linaje basal en Passerida.
Gould lo llamó «petroica Pechigris» en 1848, y hacia fines del siglo xix y principios del xx otros nombres utilizados incluían petroica pechigrís y petroica de pecho amarillo grisáceo. El prefijo alcaudón- fue eliminado por la Royal Australasian Ornithologists Union (RAOU) en 1926. El nombre más antiguo registrado es b'am-boore (del que habla el naturalista y explorador inglés John Gilbert en 1840 y publicado en Birds of Australia de Gould) se deriva del idioma Nyungar. Se han evaluado las variaciones ortográficas o dialectales en las notas de los autores coloniales, e Ian Abbott propuso en 2009 una recomendación para la ortografía regular como bamborn y una guía para la pronunciación como bam'bam.

## Descripción

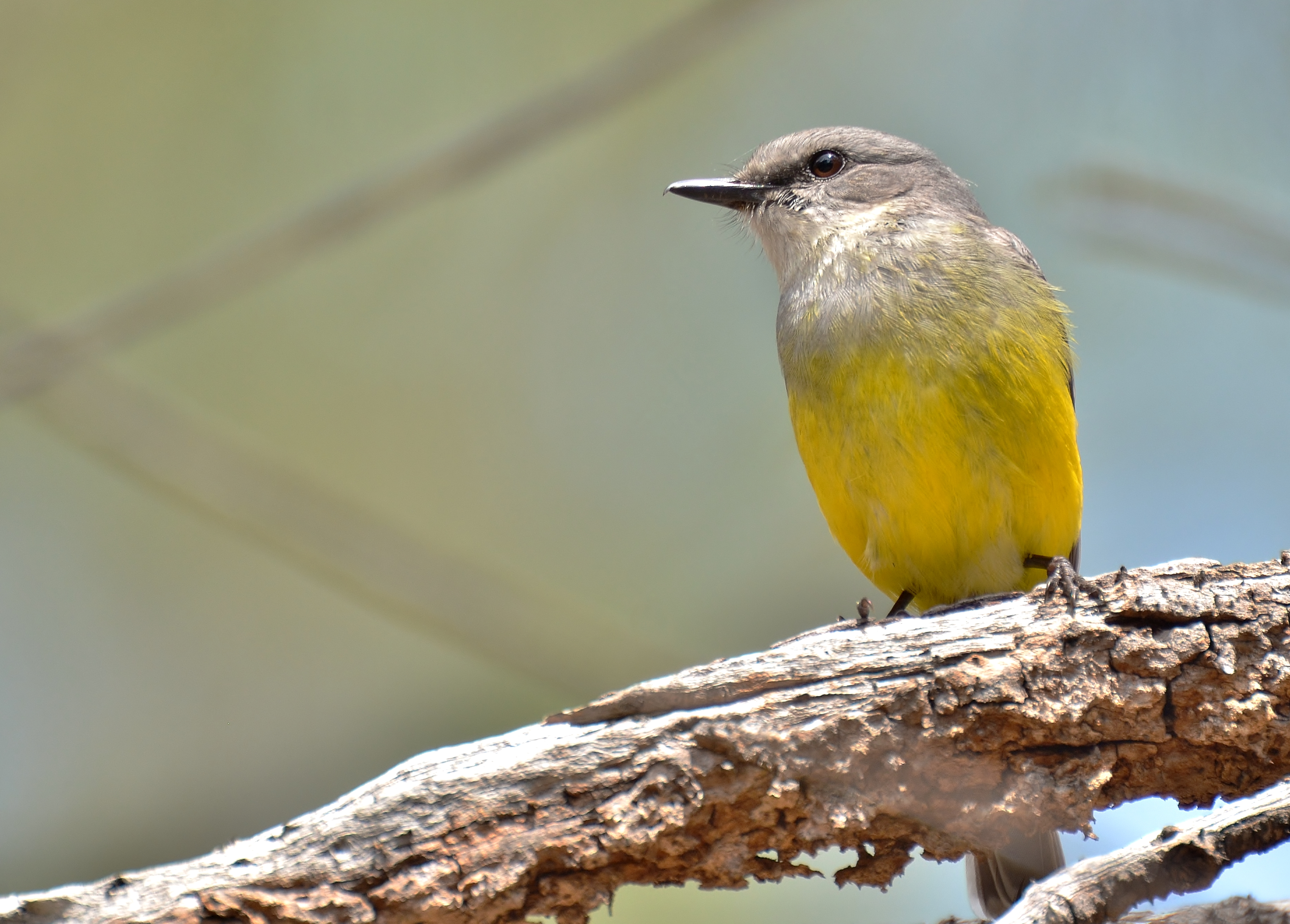
Visto desde abajo, mostrando las partes inferiores amarillas

La petroica pechigrís mide entre 13,5 y 15,5 cm (5 1⁄4 y 6 pulgadas) de largo, con una envergadura de 24 a 27,5 cm (9 1⁄2 a 10 3⁄4 pulgadas) y un peso de 20 g (0,7 oz). El macho y la hembra son similares en tamaño y coloración, sin variación estacional en el plumaje. La cabeza, el cuello y las partes superiores son grises, con una garganta blanca que se desvanece en un pecho gris. Los lores son negros, las cejas son de un gris más pálido y hay algunas rayas pálidas débiles sobre las coberteras de las orejas. Las partes inferiores son amarillas y están claramente delimitadas del pecho. La grupa y las coberteras superiores de la cola son amarillas en la subespecie nominal y verde oliva en la subespecie rosinae. Existe una amplia zona de coloración intermedia entre los rangos centrales de las dos subespecies. Las aves de la subespecie rosinae tienen alas y cola más largas en general, y un pico y tarso más cortos. Los de la costa oeste entre Cliff Head y Kalbarri son significativamente más pequeños en general. Las formas intermedias entre las dos subespecies se encuentran en una banda ancha entre Lancelin y Jurien Bay al sureste a través del interior de Wheatbelt hasta la costa entre Dinamarca y el Parque Nacional Río Fitzgerald.
Los juveniles tienen la cabeza, el cuello y la parte superior de color marrón oscuro con rayas gruesas de color blanco cremoso. Los lores son negros. El mentón y la garganta son de color blanco grisáceo, el pecho es crema y marrón y el vientre es blanco o blanquecino, teñido de marrón.  Mudan después de unos meses en plumaje inmaduro, se asemejan a los adultos pero conservan algunas plumas de vuelo de color marrón y coberteras secundarias en sus alas y cola.
La petroica pechigrís produce su canción con secuencias de silbidos prolongados, que comienzan con dos notas brevemente entonadas. Su canto se escucha a menudo antes del amanecer, se describe como de una calidad lúgubre, y es un sonido familiar en los bosques y bosques del suroeste. También emite una llamada de regaño, transcrita como ch-churr o churr-churr, y una llamada de zitting de dos sílabas. Alrededor del tiempo de anidación, la hembra emite un llamado de cortejo o de mendicidad, compuesto por una nota larga con una nota entrecortada más profunda al final.
No se parece a ninguna otra especie dentro de su área de distribución. La petroica pechigrís similar se encuentra solo en los estados del este. Las aves inmaduras se parecen mucho a las petroicas de pecho blanco inmaduros (Eopsaltria georgiana), aunque ambos suelen estar cerca de sus respectivos padres. Las petroicas pechigrís del oeste jóvenes también tienen un tinte oliváceo en los bordes de las plumas de su vuelo y de la cola, y adquieren plumas amarillas en el vientre a medida que mudan del plumaje juvenil.

## Distribución y hábitat
En Australia Occidental, la petroica pechigrís se encuentra al sur y al oeste de una línea imaginaria entre Kalbarri y Norseman, aunque está en gran parte ausente de la llanura costera entre Dongara y Rockingham. Es una especie nómada rara al norte de Shark Bay y de la reserva natural Toolonga. A lo largo de la costa sur, ocurre en una distribución discontinua hacia la frontera de Australia del Sur, en Eucla, Hampton Tableland y Roe Plains. En el sur de Australia, se encuentra desde Yalata al este hasta la península de Eyre donde se extiende al norte hasta Gawler Ranges y al este hasta Middleback Range. Es sedentario en toda su área de distribución.
La denominada Eopsaltria griseogularis se extiende a lo largo de la costa suroeste de Australia Occidental desde Lancelin en el norte y tierra adentro hasta Northam y sureste hasta King George Sound. La subespecie Eopsaltria griseogularis rosinae se encuentra en Jurien Bay y Tamala, luego tierra adentro a través de Wheatbelt y Goldfields hasta la costa sureste de Australia Occidental, a través de la Gran Bahía Australiana y en la Península de Eyre.
Dentro de su área de distribución, la petroica Pechigris se encuentra en bosques y bosques de eucaliptos, y mallee y acacias-arbustos en regiones más secas (semiáridas). El trabajo de campo en Dryandra Woodland descubrió que prefiere lugares con dosel más grueso, una capa más gruesa de hojarasca y troncos. Los dos últimos proporcionan directamente un hábitat para los insectos de los que se alimenta la petroica Pechigris, mientras que el dosel genera temperaturas del suelo más frías (así como más hojarasca) que también son favorables para los insectos. La presencia de árboles eucalipto blanco (Eucalyptus wandoo) y arbustos del género Gastrolobium también indica una hojarasca más espesa. La especie también evita partes del bosque que limitan con tierras agrícolas adyacentes, ya que estas áreas tienen una capa más delgada de hojarasca. En los bosques altos de jarrah-marri, generalmente permanece en medio de los banksia toro (Banksia grandis) o arbustos del sotobosque.

## Comportamiento
El comportamiento social de la petroica pechigrís ha sido poco estudiado. La especie generalmente se encuentra sola o en parejas, y con menos frecuencia en grupos pequeños, muy probablemente una pareja apareada y aves auxiliares. En otoño e invierno, los petirrojos amarillos occidentales pueden unirse a bandadas de caza mixtas con otras aves que se alimentan de insectos, como el abejorro de Gilbert (Melithreptus chloropsis), el pico espino occidental (Acanthorhynchus superciliosus), el cola de abanico gris (Rhipidura albiscapa) y el pico espinoso (especies del género Acanthiza).

## Crías
La cría tiene lugar entre julio y principios de enero, más comúnmente entre septiembre y noviembre. Las parejas generalmente intentan dos crías por temporada. Se ha observado que la hembra selecciona el sitio para anidar. El nido está ubicado en la bifurcación o en una rama de un árbol, generalmente un eucalipto, como palo de sangre (Corymbia calophylla), jarrah (Eucalyptus marginata) y wandoo en Australia Occidental, o eucalipto de azúcar (Eucalyptus cladocalyx) en Australia del Sur. Otros árboles incluyen persoonia de hojas largas (Persoonia longifolia), ciprés nativo (Callitris), Jacksonia, Acacia o casuarináceas (Casuarinaceae). En países más áridos, pueden elegir eucaliptos mallee, bluebush (Maireana) o quandong (Santalum acuminatum). El trabajo de campo en Dryandra Woodland encontró que los nidos estaban ubicados en la parte inferior del dosel de los árboles, por lo que las aves podían tener una vista clara del suelo y estar ocultas por el follaje de los depredadores aéreos en la parte superior.
El nido es una copa abierta hecha de tiras de corteza, pasto y ramitas. Las telas de araña, la acacia seca y las hojas de goma se utilizan para encuadernar o revestir. Mide de 7 a 9 cm (2 3⁄4 a 3 1⁄2 pulgadas) de alto y de 5 a 7 cm (2 a 2 3⁄4 pulgadas) de ancho, con una superficie de 3 a 5 cm (1 1⁄4 a 2 pulgadas) amplia depresión interior en forma de copa. La hembra construye el nido y es alimentada por el macho y las aves auxiliares durante este tiempo. Se cree que la incubación dura unos quince días. La nidada generalmente consta de dos o raramente tres buffs, huevos de color amarillo pálido o gris perla que están irregularmente marcados con marrón rojizo y miden 18-22 mm de largo por 15-16 mm de ancho. todos paseriformes, los polluelos son altriciales; es decir, nacen ciegos y desnudos. Son alimentados por padres y ayudantes, y la hembra se va a buscar comida durante este período.
Se ha registrado que la zarigüeya australiana (Trichosurus vulpecula) y el alcaudón gris (Colluricincla harmonica) se alimentan de los polluelos. La especie se selecciona como hospedante de parásitos reproductores, específicamente el cuco pálido (Cacomantis pallidus) y el cuco bronce brillante (Chrysococcyx lucidus). La edad máxima registrada por anillado ha sido de ocho años, en un ave anillada en la Reserva Kodj Kodjin, Australia Occidental, que fue capturada y liberada en el mismo lugar en junio de 1994.

## Alimentación
Los artrópodos, en particular los insectos, forman la mayor parte de la dieta del petirrojo amarillo occidental, aunque a veces se comen semillas. Caza escaneando el suelo desde ramas o troncos de árboles y atacando a sus presas principalmente en el suelo. Un estudio en Dryandra Woodland encontró que los petirrojos amarillos del oeste capturaron el 96 % de sus presas en el suelo, mientras que el trabajo de campo en el mismo lugar mostró que a menudo se alimentan cerca de troncos caídos, especialmente en los meses más cálidos. La hojarasca cerca de los troncos a menudo retiene más humedad en los meses más cálidos y, por lo tanto, alberga presas más abundantes. El comportamiento de búsqueda de alimento se describió por primera vez como parecido a los petirrojos de Europa, haciendo vuelos cortos al suelo y volviendo a una ramita o rama y aparentemente incapaz de un vuelo sostenido. La aparición de este comportamiento ha sido familiar para los observadores cerca de las fronteras del desmonte, aunque los hábitos de descanso se ocultan cuidadosamente.

## Conservación
La Lista Roja de la UICN evaluó a la petroica Pechigris en 2016 como una especie de menor preocupación, y señaló un amplio rango de distribución y población que, si bien disminuyó, no cumplió con sus criterios de estado de conservación de vulnerable a la extinción. Los factores de amenaza reconocidos para la trayectoria de la población del petirrojo amarillo occidental son el calentamiento global, los eventos climáticos particularmente severos y las alteraciones antropogénicas que degradan o eliminan su hábitat. La especie ha disminuido en partes de Wheatbelt, particularmente alrededor de las localidades de Kellerberin, Dowerin y Tammin, probablemente debido a la pérdida de un hábitat adecuado. Hasta el 93 % del hábitat adecuado se había limpiado en la región en 2002, y gran parte de lo que queda está comprometido; la fragmentación del hábitat y la actividad ganadera alteran la capa de basura, y el Gastrolobium a menudo se elimina ya que es venenoso para el ganado.

## Subespecies
- Eopsaltria griseogularis griseogularis
- Eopsaltria griseogularis rosinae